# Sezimovo Ústí (železniční zastávka)
Sezimovo Ústí je železniční zastávka v jihovýchodní části města Sezimovo Ústí v okrese Tábor v Jihočeském kraji nedaleko řeky Lužnice. Leží na dvoukolejné elektrizované trati Praha – České Budějovice (25 kV, 50 Hz AC).

## Historie
Železniční zastávka Sezimovo Ústí byla na trati z Prahy do Českých Budějovic vybudována po zvažování varianty poblíž Čápova dvora nakonec u někdejšího Velkého dvora v současné poloze. Otevřena byla slavnostně za účasti zástupců Československých státních drah a starosty obce Veseckého krátce po jedné hodině odpolední dne 15. května 1938 zastavením osobního vlaku vypraveného z Tábora. Původní podoba zastávky měla pouze sypané nástupiště.
Koncem 70. let 20. století byla trať procházející zastávkou elektrizována. Přibližně v této době byla původní budova zastávky nahrazena novostavbou lépe vyhovující požadavkům osobní dopravy.

## Popis
Zastávkou prochází Čtvrtý železniční koridor, vede tudy dvoukolejná trať. Roku 2009 byla zastávka upravena dle parametrů na koridorové stanice: byla přidána druhá traťová kolej, byla zvýšena průjezdová rychlost stanicí na 160 km/h, vznikla dvě bezbariérová vyvýšená nástupiště s podchodem.